# 20403 Attenborough
20403 Attenborough (1998 OW11) là một tiểu hành tinh vành đai chính được phát hiện ngày 22 tháng 7 năm 1998 bởi J. Broughton ở Reedy Creek Observatory.